# Rio Lempa
O eio Lempa é um rio centro-americano  que banha El Salvador, Guatemala e Honduras. Define uma parte da fronteira El Salvador-Honduras.
Tem cerca de 422 km de comprimento e drena uma bacia de 18246 km2 A bacia cobre cerca de 49% do território de El Salvador e 77,5% da população do país habita essa bacia, incluindo a capital San Salvador.